# École nationale d'administration
École nationale d'administration (ENA) jedna od najprestižnijih francuskih grande école. Stvoren je 1945. kako bi demokratizirao pristup javnoj službi na visokoj razini. Institucija je trenutno odgovorna za odabir, početno i kontinuirano usavršavanje francuskih i međunarodnih rukovoditelja. ENA je simbol republikanske meritokracije koja svojim bivšim studentima nudi pristup ključnim vodećim pozicijama u državi.
U Strasbourgu se svake godine održava 80-100 studenata, a u Strasbourgu, uz stotinjak stranih studenata, ima i 60-ak Masters i Mastères Spécialisés studenata. Svaki od njih nudi kratko usavršavanje u Parizu. Bivši učenici škole zovu se "enarques".

## Poznati maturanti
- Valéry Giscard d'Estaing, francuski političar, predsjednik Republike Francuske od 19. svibnja 1974. do 21. svibnja 1981.
- Jean-Claude Trichet, francuski je ekonomist koji je obnašao dužnost predsjednika Europske središnje banke od 2003

## Vanjske poveznice
- ENA